# Колючая черепаха
Колючая черепаха (Heosemys spinosa) — вид черепах рода колючие черепахи (Heosemys).

## Описание
Общая длина карапакса достигает 22—22,5 см. Голова сравнительно небольшая. Поверхность верхней челюсти узкая. Панцирь костный. Краевые щитки панциря выдаются в сторону острыми шипами, благодаря чему эта черепаха имеет необычную внешность. На хребте у неё проходит зубчатый киль. Карапакс с 3 гребнями. Срединный позвоночный гребень проходит через все 5 позвоночных щитков. Передний край карапакса сильно зазубрен. Пластрон жёсткий, нет подвижного соединения или оно частично подвижно у взрослых самок. Он состоит из 12 щитков. Имеет по 2—3 фаланги на 2 и 3 пальцах задних конечностей. Плавательные перепонки на пальцах не сильно развиты. Голова тёмно-коричневая или серо-коричневая с желтоватыми пятнами. Карапакс матово-коричневой окраски, пластрон имеет жёлтый цвет, нижняя поверхность зубцов покрыта сетью тёмных линий.

## Образ жизни
Любит мелкие и чистые горные ручьи. Часто выходит на сушу, молодые черепахи ведут более сухопутный образ жизни, чем взрослые. Держится во влажных болотистых лесах. Встречается на высоте до 900 метров над уровнем моря. Активна в сумерках или на рассвете. Питается в основном растительной пищей, в частности зеленью, фруктами, ягодами. Охотится также на мелких беспозвоночных. Самка откладывает 1—3 яйца, иногда в почву, иногда оставляет на поверхности. Инкубационный период длится от 71 до 106 дней. Черепашата рождаются длиной 55 мм и весом 34 г.

## Распространение
Обитает от провинции Тенассерим на крайнем юге Мьянмы через южный Таиланд и весь полуостров Малакка к островам Суматра, Калимантан, рядом расположенных островов Индонезии до Филиппин.

## Содержание в неволе
Необходим низкий уровень освещения. В качестве грунта лучше использовать торф, сфагнум, субстрат из опавших листа. Необходим водоём глубиной 3—10 см — в зависимости от размера черепахи. Содержание черепах в одиночку при температуре воды днем и ночью 23—27 ° C , температуры воздуха на 26—30 ° C. Кормление должно происходить 1 раз в день, генеральная уборка террариума — 1 раз в месяц.
Нужно регулярно опрыскивать все водой из пульверизатора для поддержания высокой влажности. Желательно посадить растения в террариум. Черепаха может неделями отказываться от пищи, и это не приносит им вреда. В террариуме она малоподвижна и может часами сидеть на одном месте, при этом не спать, а внимательно наблюдать.
Эта черепаха чувствительна к заболеваниям пищеварительного тракта, различным гельминтам.